# Ingomer
Ingomer (ok. 494 - ok. 494) – najstarszy syn Chlodwiga I, króla Franków. Zmarł tydzień po chrzcie, jak wskazuje Grzegorz z Tours, stanowiło to pretekst do odmowy ochrzczenia się przez Chlodwiga. Jednakże Klotylda wskazała mężowi, iż to wola Boga zadecydowała o śmierci ich syna. Niedługo później Chlodwig przyjął chrzest.  